# El Santos contra la Tetona Mendoza
El Santos vs. la Tetona Mendoza (también conocida como El Santos vs. la Voluptuosa Mendoza) es una película de comedia de Animación para adultos mexicana de 2012, basada en los personajes de la tira cómica El Santos de José Ignacio Solórzano (Jis) y Trino Camacho, publicada en el periódico La Jornada.
La película cuenta con voces de actores mexicanos de renombre, entre ellos: Daniel Giménez Cacho, José María Yazpik, Héctor Jiménez, Regina Orozco, Joaquín Cosío, Cecilia Suárez, Guillermo del Toro, entre otros. Fue producida por Ánima Estudios, bajo su etiqueta para adultos Átomo Films y distribuida por Videocine.
A pesar de ser una película para mayores de 15 años, fue la última producción original realizada por Ánima en animación 2D, antes de usarla solamente en las siguientes entregas de Las Leyendas, puesto a que sus nuevas ideas serían realizadas en animación CGI hasta 2020, cuando vuelven al 2D en producciones como La liga de los 5 y El Camino de Xico.

## Argumento
Santos sufre su separación con Tetona, mientras la gente vive y trabaja con un grupo de zombis.
Cuando se encuentra con la Tetona, esta le ordena que mate a los zombis. Santos y Cabo Valdivia saben que si matan a los zombis se convertirán en el salvador del pueblo. Santos desafía al Peyote Asesino para asegurarse de quién ganará el amor por la Tetona. Santos no logra matar a los zombis y Peyote usa un camión para atraerlos a través del acantilado del cañón.
Pese al fracaso de Santos, los agentes le informan sobre la anormal situación del pueblo, ya que la Tetona convoca al grupo femenino de alienígenas del espacio exterior llamadas “Las Poquianchis”.
En un laboratorio, Santos y Cabo inspeccionan los restos del virus zombi. Más tarde son traicionados por Peyote, a quien los extraterrestres reclutaron. Las Poquianchis esclavizan a los hombres y obligan a las mujeres a trabajar en el club de estriptis de la Tetona.
El Santos y sus amigos capturados se ven obligados a permanecer en prisión. Cabo, revela ser un zombi. Santos y sus amigos planean escapar mediante una reta de futbol. Después de que Santos propaga la infección y revive a la población zombi, va al palacio de Tetona y se enfrenta a Peyote. La pelea termina con Peyote en una silla de ruedas. Santos va al baño, expulsa la mariguana del intestino que se tragó accidentalmente y le ofrece fumar a Tetona, quien acepta y lo perdona. Posteriormente se casan y tienen hijos.

## Reparto
- Daniel Giménez Cacho como Santos, un luchador profesional desempleado y expareja de la Tetona.
- José María Yazpik como el Peyote Asesino, rival del Santos.
- Héctor Jiménez como Cabo Valdivia, amigo policial del Santos.
- Regina Orozco como la «Tetona» Mendoza, expareja del Santos.
- Guillermo del Toro como Gamborimbo Ponx, el consejero del Santos.

## Lanzamiento
La película se estrenó en México el 30 de noviembre de 2012. Más tarde, se mostró en el Festival Internacional de Cine de Animación de Annecy el 10 de junio de 2013.
El 8 de noviembre de 2012 la película se proyectó por primera vez en el Festival Internacional de Cine de Morelia.